# Liolaemus zapallarensis
Liolaemus zapallarensis är en ödleart som beskrevs av  Müller och HELLMICH 1933. Liolaemus zapallarensis ingår i släktet Liolaemus och familjen Tropiduridae. IUCN kategoriserar arten globalt som otillräckligt studerad.

## Underarter
Arten delas in i följande underarter:
- L. z. zapallarensis
- L. z. ater
- L. z. sieversi